# Agnes Hausmann

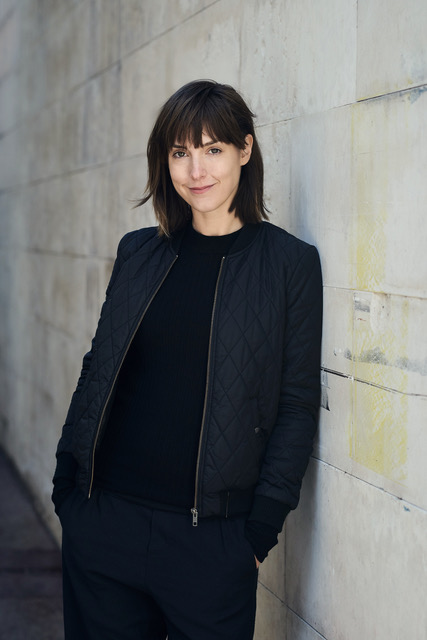
Agnes Hausmann

Agnes Hausmann (* 1986 in Wien) ist eine österreichische Schauspielerin. Bekanntheit erlangte sie durch ihre Rollen in den Kinofilmen Rickerl (2023) und Love Machine 1 und 2 (2019 und 2022).

## Leben
Agnes Hausmann wird 1986 in Wien geboren. Von 2007 bis 2011 absolviert sie die Schauspielausbildung am Konservatorium Wien (MUK) unter der Leitung von Peter Ender.
Schon während der Studienzeit hat sie Gastauftritte an verschiedenen Theaterhäusern. 2010 gewinnt sie den Kulturpreis Hörbiger für ihre Verkörperung der Viola aus Shakespeares Twelfth Night, or What You Will in englischer Sprache. Nach dem Studienabschluss folgt ein zweijähriges Engagement als festes Ensemblemitglied am Stadttheater Klagenfurt.
Seit 2015 lebt und arbeitet Agnes Hausmann wieder in Wien und wirkt in diversen TV- und Filmproduktionen sowie Theaterprojekten mit. Seit 2019 arbeitet sie regelmäßig am Theater Bronski & Grünberg.
2023 wirkt sie erstmals als Regisseurin und inszeniert für das Kabarett Niedermair die Kindertheater-Produktion „Heidi“.

## Filmografie
(Quelle: )
- 2005: Frischlinge (ORF-Show)
- 2011: Unter Umständen verliebt (TV-Film)
- 2012: Es kommt noch dicker (Staffel 1, Folge 2, „Der Friseur“ und Folge 6 „Der Tanzwettbewerb“)
- 2013: CopStories (Staffel 2, Folge 9 „Muckibude“)
- 2018: Love Machine (Kinofilm)
- 2020: Schnell ermittelt (Staffel 7, Folge 10 „Therese Hasenauer-Kralik“)
- 2021: Love Machine 2 (Kinofilm)
- 2023: Rickerl – Musik is höchstens a Hobby (Kinofilm, Regie: Adrian Goiginger)
- 2025: Uhudler-Verschwörung – Ein Stinatz-Krimi (Fernsehreihe)

## Theater
(Quelle: )
- 2009: Das Mädchen auf den Dächern, Regie: Yvonne Zahn, Dschungel Wien
- 2009: Pension Schöller, Regie: Günter Rainer, Rosengarten Linz
- 2010: Katzelmacher, Regie: Carolin Pienkos, Schauspielhaus Wien
- 2011: Kiwi, Regie: Karsten Dahlem, Dschungel Wien
- 2012: Winterreise, Regie: Marco Storman, Stadttheater Klagenfurt
- 2013: Der Kirschgarten, Regie: Dominique Schnizer, Stadttheater Klagenfurt
- 2013: Tschick, Regie: Ramin Anaraki, Stadttheater Klagenfurt
- 2013: Komödie im Dunkeln, Regie: Vicki Schubert, Stadttheater Klagenfurt
- 2013: Die versunkene Kathedrale, Regie: Dominique Schnizer, Stadttheater Klagenfurt
- 2014: Der Alpenkönig und der Menschenfeind, Regie: Lore Stefanek, Stadttheater Klagenfurt
- 2014: Dunkel Lockende Welt, Regie: Dominique Schnizer, Stadttheater Klagenfurt
- 2014: Das (perfekte) Desasterdinner, Regie: Vicki Schubert, Stadttheater Klagenfurt
- 2014: Das goldene Vlies, Regie: Marco Storman, Stadttheater Klagenfurt
- 2016: On DIS PLAY, Regie: Laurent Gröflin, Verein Tempora
- 2019: Der Reigen, Regie: Helena Scheuba, Bronski & Grünberg
- 2020–2022: Onkel Wanja, Regie: Dominic Oley, Bronski & Grünberg
- 2022: La Traviata, Regie: Alexander Pschill, Bronski & Grünberg
- 2022: Wie es euch gefällt, Regie: Christian Dolezal, Theatersommer Haag
- 2023: Cäsars Büro, Regie: Alexander Pschill, Bronski & Grünberg
- 2023: Der nackte Wahnsinn, Regie: Dominic Oley, Stadttheater Klagenfurt
- 2023: Herr Ponzi sucht das Glück, Regie: Stefan Lasko, Theater Drachengasse
- 2023: Amadeus, Regie: Kaja Dymnicki und Alexander Pschill, eine Kooperation von Volkstheater und Bronski & Grünberg

## Regie
- 2023: Heidi, Kindertheater, Kabarett Niedermair, mit Klemens Dellacher, Clara Diemling und J-D Schwarzmann[5]

## Nominierungen und Preise
- Österreichischer Filmpreis 2024: Nominiert für die beste weibliche Nebenrolle in Rickerl – Musik is höchstens a Hobby[6]